# Padre Burgos (Leyte du Sud)
Padre Burgos (en cebuano Lungsod sa Padre Burgos ; en tagalog : Bayan ng Padre Burgos) est une municipalité des Philippines, située au sud de la province de Leyte du Sud, sur l'île de Leyte.
La commune est nommée d'après José Burgos (1837-1872), missionnaire espagnol devenu une figure du nationalisme philippin.
Lors du recensement de 2020, sa population s'élève à 11 159 habitants.

## Géographie
Padre Burgos est une municipalité côtière, , située au sud de l'île de Leyte, au bord de la baie de Sogod (en) qui fait partie de la mer de Bohol.
D'une superficie totale de 25,65 kilomètres carrés, Padre Burgos est divisée administrativement en 11 barangays :
- Buenavista
- Bunga
- Cantutang
- Dinahugan
- Laca
- Lungsodaan
- Poblacion
- San Juan
- Santa Sofia
- Santo Rosario
- Tangkaan

## Histoire
La municipalité de Padre Burgos est créée en 1957 par le détachement et le regroupement de plusieurs barrios de Malitbog, dont l'île de Limasawa ; en 1978, à la demande des habitants de Limasawa, les six barangays qui la composent sont détachés et constitués en municipalité indépendante.
| 1960 | 1970 | 1975 | 1980  | 1990 | 1995 | 2000 | 2007  | 2010  | 2015  | 2020  |
| ---- | ---- | ---- | ----- | ---- | ---- | ---- | ----- | ----- | ----- | ----- |
| 7125 | 8045 | 9848 | 10790 | 7375 | 7593 | 8926 | 10194 | 10525 | 11091 | 11159 |